# Tomislav
Tomislav (lateinisch Tamisclaus oder Tamislaus; † um 928) gilt als der erste König der Kroaten. Er verwendete als erster kroatischer Herrscher den Titel rex.
Tomislav entstammte der Dynastie der Trpimirović und herrschte ab 910 als Knes über das Herzogtum Kroatien, das sogenannte küstenländische Dalmatinische Kroatien. Nach der Vereinigung mit dem binnenländischen Pannonischen Kroatien wurde Tomislav um 925 der Herrscher des mittelalterlichen Kroatien, welches unter ihm den Höhepunkt seiner Macht erreichte.

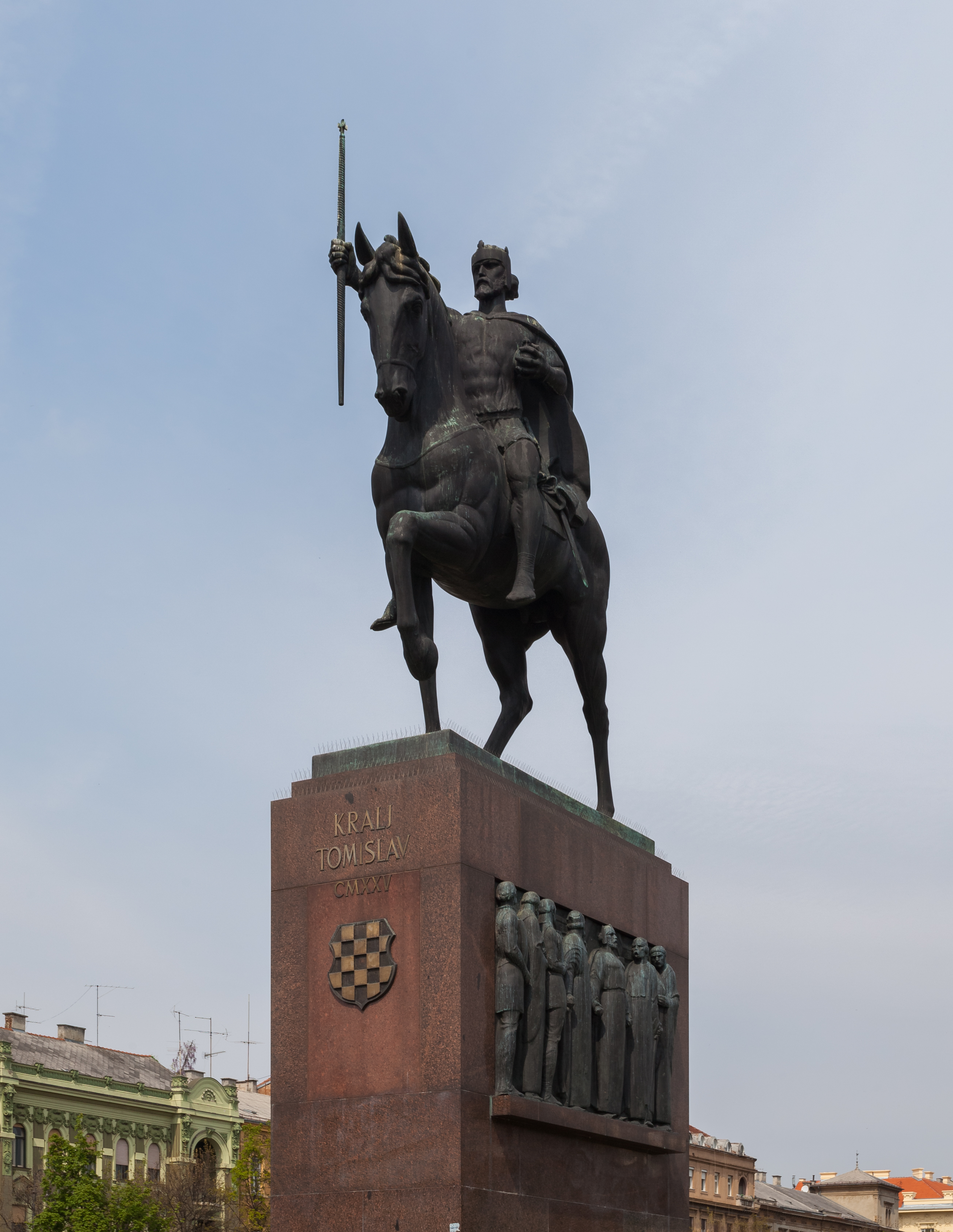
Reiterstandbild für Tomislav in Zagreb (geschaffen von Robert Frangeš Mihanović 1928–1938, errichtet 1947).

## Leben und Wirken
Tomislav war vermutlich der Sohn des Muncimir, dem er um das Jahr 910 als Knes von Dalmatinisch-Kroatien nachfolgte.
Das Slawentum hatte in Tomislavs Regierungszeit durch den Einbruch der Ungarn in Pannonien eine für die europäische Geschichte höchst bedeutsame Teilung erfahren: War vordem der gesamte Raum zwischen der Ostsee und der Ägäis von slawischen Stämmen bewohnt, so wurden durch die Festsetzung der Ungarn die Südslawen von den West- und Ostslawen getrennt.

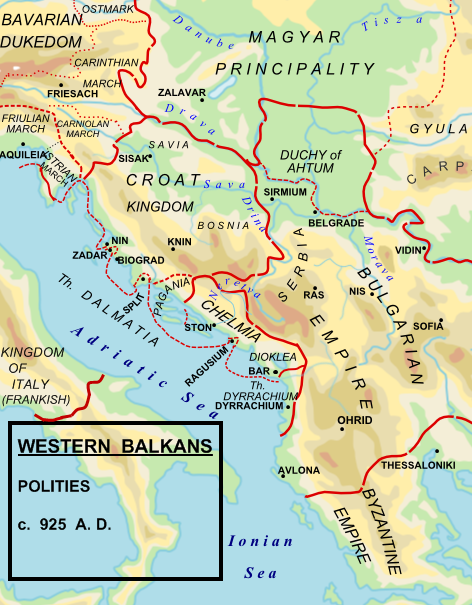
Tomislavs Herrschaftsgebiet um das Jahr 925.

Tomislav konnte sein Land, welches das (heutige) Slawonien, große Teile Bosniens, Kernkroatien und Teile der dalmatinischen Küste umfasste, erfolgreich gegen magyarische Angriffe verteidigen. Seine politischen Pläne aber hatten noch weitere Ziele. Er baute eine Streitmacht auf, die laut De Administrando Imperio des byzantinischen Kaisers Konstantin VII. angeblich 100.000 Mann Fußvolk, 60.000 Reiter und 180 Kriegsschiffe gezählt haben soll.
Den Byzantinern war Tomislav als Bundesgenosse willkommen, denn sie konnten dadurch Bulgarien in die Zange nehmen. Die Bulgaren ihrerseits hatten die noch nicht in einem Staat geeinten Serben unterworfen, was zur ersten serbischen Massenflucht (wie später vor den Türken) nach Kroatien führte. Der serbische Fürst Zaharija Pribislav floh 924 aufgrund dieser Tatsache nach Kroatien.
Der Bündnisvertrag mit Byzanz unterstellte Tomislav die gesamte dalmatinische Küste, also auch die bis dahin formell byzantinischen Hafenstädte Split, Trogir und Zadar sowie die Adria-Inseln. Bis auf das zwischen dem Frankenreich und Venedig geteilte Istrien waren nun alle Kroaten im Königreich Tomislavs vereint.

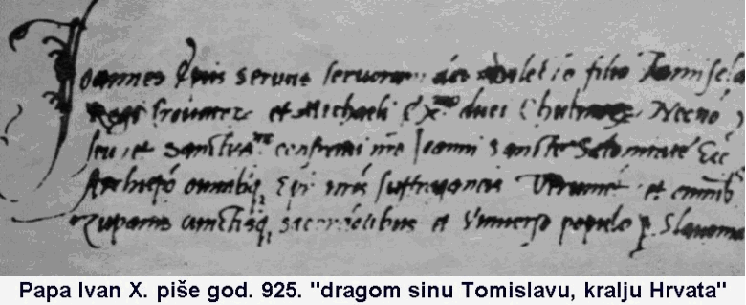
Ausschnitt aus dem Schreiben des Papstes Papst Johannes X. aus dem Jahr 925 an seinen „lieben Sohn Tomislav, König der Kroaten“ (Joannes episcopus servus servorum dei dilecto filio Tamisclao regi Croatorum).

Im Jahr 925 sandte Johannes X. einen Brief an Tomislav, in dem er ihn als „König der Kroaten“ („Tamisclao regi Croatorum“) bezeichnete. Es ist davon auszugehen, dass sich Tomislav den Titel rex selbst zugelegt hatte und der Papst nur bestehende Verhältnisse anerkannte. Gleichzeitig suggerierte Johannes X. mit dieser Botschaft, dass das kroatische Königreich seine Begründung dem Papsttum verdanke. Man kann auch davon ausgehen, dass es für Tomislav von gewisser Bedeutung war, seine neue Würde durch Rom gestärkt zu sehen. Eine Anerkennung dieses Titels durch Byzanz ist hingegen nicht überliefert.
Auf einem von päpstlichen Legaten 925 in Split einberufenen Konzil wurden die Fragen der Kirchenzucht und der kirchlichen Organisation Kroatiens eingehend erörtert. In einem Vermerk der dem Wortlaut der Konzilbeschlüsse im Jahr 925 vorausging, heißt es „in der Provinz der Kroaten und in den dalmatinischen Regionen ist Tomislav der König“ („in prouintia Croatorum et Dalmatiarum finibus Tamisclao rege“). Im 12. Kanon der Konzilbeschlüsse von 925 wird der Herrscher der Kroaten als König bezeichnet („rex et proceres Chroatorum“).
Im Jahr 927 sandte der bulgarische Zar Simeon I. eine seinerzeit mächtige Streitmacht aus, um die Kroaten zu unterwerfen. Dieser Angriff wurde jedoch erfolgreich abgewehrt und die Bulgaren besiegt.
Im Jahr 928 – etwa zu der Zeit, als der neue Papst Leo VI. diesen Bestrebungen ein Ende setzte – verschwand Tomislav auf rätselhafte Weise und wurde nach einiger Zeit für tot erklärt.
Als Nachfolger von König Tomislav bestieg im Jahre 928 sein jüngerer Bruder Trpimir II. den kroatischen Thron.

## Sonstiges
Die Republik Kroatien verleiht ausländischen Staatsoberhäuptern als höchsten Ausdruck der Anerkennung für ihre Verdienste um die Schaffung eines souveränen Kroatien und für herausragende Beiträge zu seiner internationalen Reputation und Position sowie für den hohen Beitrag zur Entwicklung der bilateralen Beziehungen den 1995 gestifteten König-Tomislav-Orden (kroatisch Velered kralja Tomislava s lentom i Velikom Danicom).
Tomislav war auf der 1000-Kuna-Banknote dargestellt, der damals höchsten Banknote der Republik Kroatien.

## Darstellungen

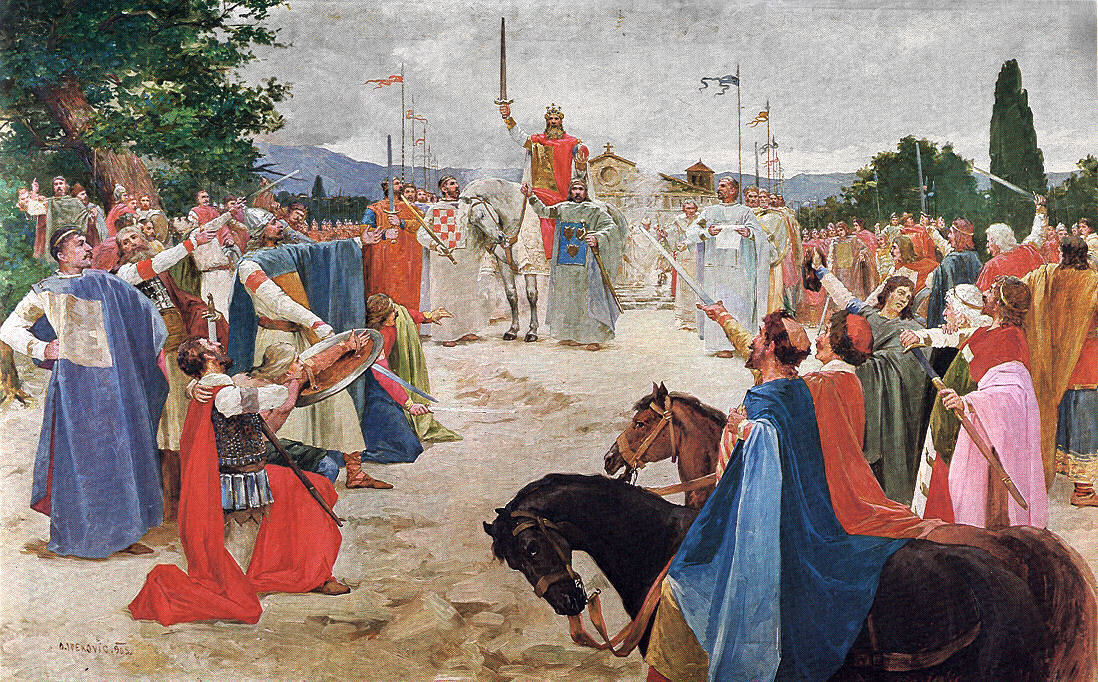
Oton Iveković: Die Krönung von König Tomislav (1904/05)
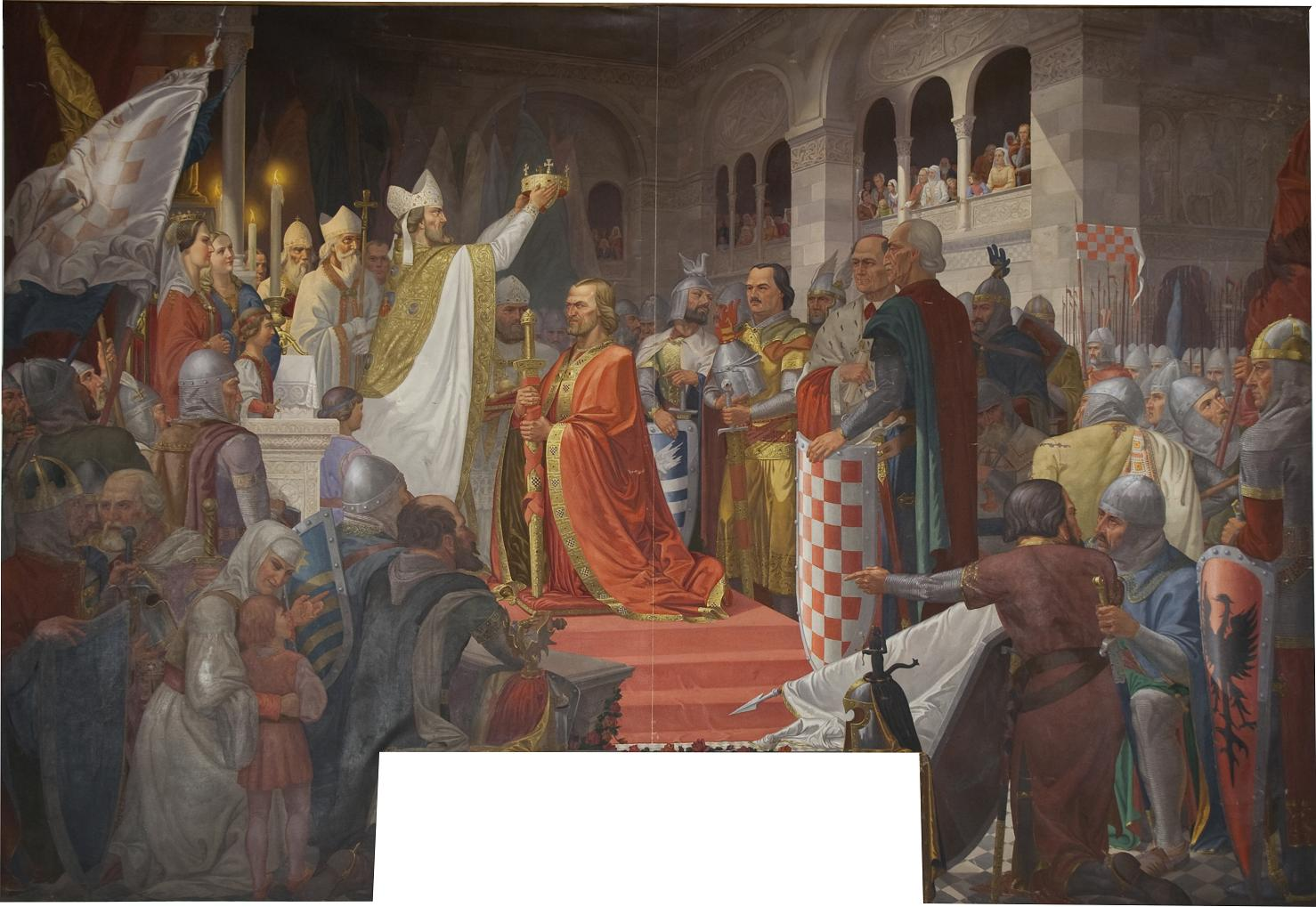
Josip Horvat Međimurec: Die Krönung von König Tomislav (1938)
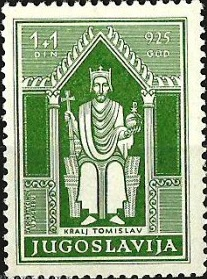
Jugoslawische Briefmarke (1940)
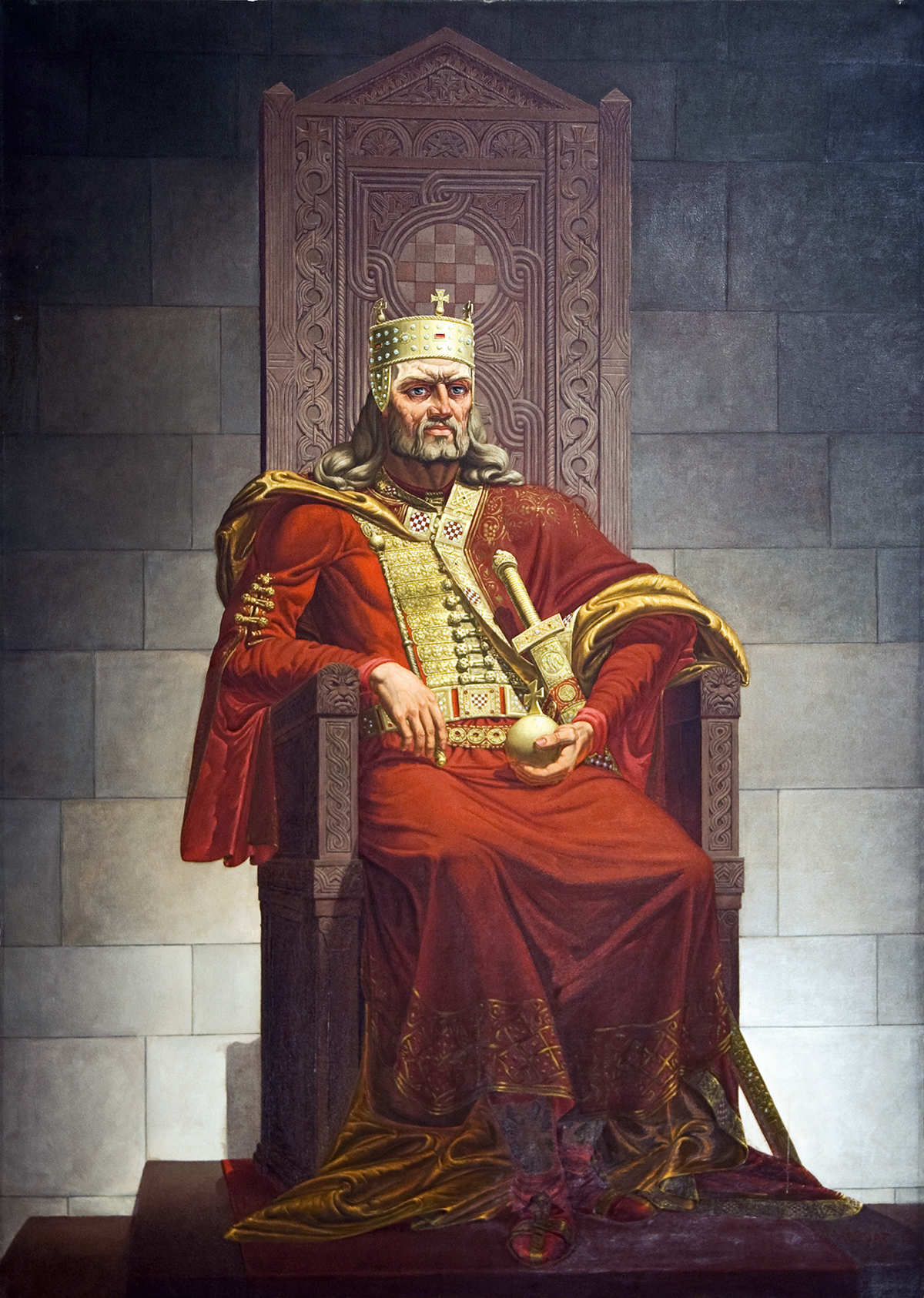
Josip Horvat Međimurec: Tomislav auf dem Thron (1941)
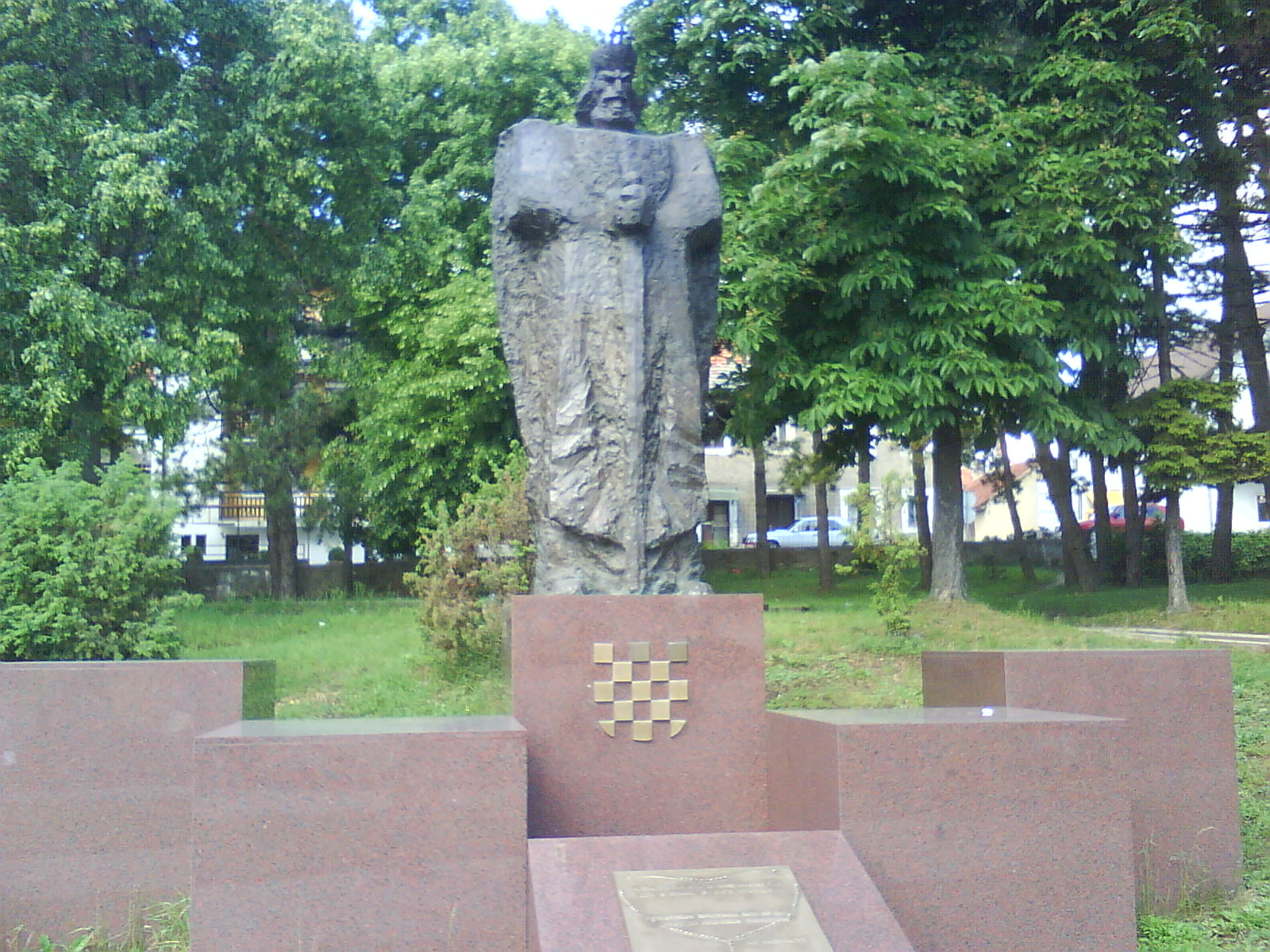
Denkmal in Tomislavgrad